# Симонян, Артём (боксёр)
Артём Симонян (арм. Արտյոմ Սիմոնյան; род. 27 декабря 1975, Ереван) — армянский боксёр, представитель второй легчайшей и полулёгкой весовых категорий. Выступал за сборную Армении по боксу в 1990-х годах, обладатель серебряной медали чемпионата Европы, бронзовый призёр Кубка мира, победитель и призёр ряда крупных международных турниров. В 2000—2006 годах также боксировал на профессиональном уровне, был претендентом на титул чемпиона мира IBF.

## Биография
Артём Симонян родился 27 декабря 1975 года в Ереване, Армянская ССР.

### Любительская карьера
Впервые заявил о себе на международном уровне в сезоне 1993 года, когда вошёл в состав армянской сборной и выступил на юниорском европейском первенстве в Салониках.
В 1997 году на Кубке Чёрного моря в Севастополе стал бронзовым призёром в лёгком весе. Принимал участие в чемпионате мира в Будапеште, остановился на стадии 1/8 финала.
В 1998 году в полулёгкой весовой категории завоевал серебряную награду на чемпионате Европы в Минске, уступив в решающем поединке представителю Турции Рамазу Палиани. Позднее также взял бронзу на Кубке мира в Пекине — в полуфинале категории до 57 кг был остановлен олимпийским чемпионом из Таиланда Сомлуком Камсингом.
В 1999 году получил серебро на открытом чемпионате Франции, боксировал на международных турнирах «Золотой пояс» в Бухаресте и «Ахмет Чомерт» в Стамбуле, стал бронзовым призёром на Кубке Акрополиса в Афинах. На чемпионате мира в Хьюстоне дошёл до стадии четвертьфиналов полулёгкой весовой категории.
На чемпионате Европы 2000 года в Тампере выбыл из борьбы за медали уже на предварительном квалификационном этапе.

### Профессиональная карьера
Покинув расположение армянской сборной, в 2000 году Симонян успешно дебютировал на профессиональном уровне. В течение нескольких лет провёл в США 15 поединков, из которых выиграл 14, и лишь в одном случае была зафиксирована ничья.
Благодаря череде успешных выступлений в 2004 году удостоился права оспорить титул чемпиона мира по версии Международной боксёрской федерации (IBF) во втором легчайшем весе, который на тот момент принадлежал мексиканцу Исраэлю Васкесу (36-3) — для него это была первая защита чемпионского пояса. В итоге Васкес дважды отправлял Симоняна в нокдаун в третьем раунде, а в пятом одержал досрочную победу техническим нокаутом, сохранив чемпионский титул за собой.
В 2005 и 2006 годах Артём Симонян провёл ещё 4 поединка среди профессионалов, среди его соперников были такие известные боксёры как Агапито Санчес и Роджерс Мтагва.